# Alliance franco-hongroise

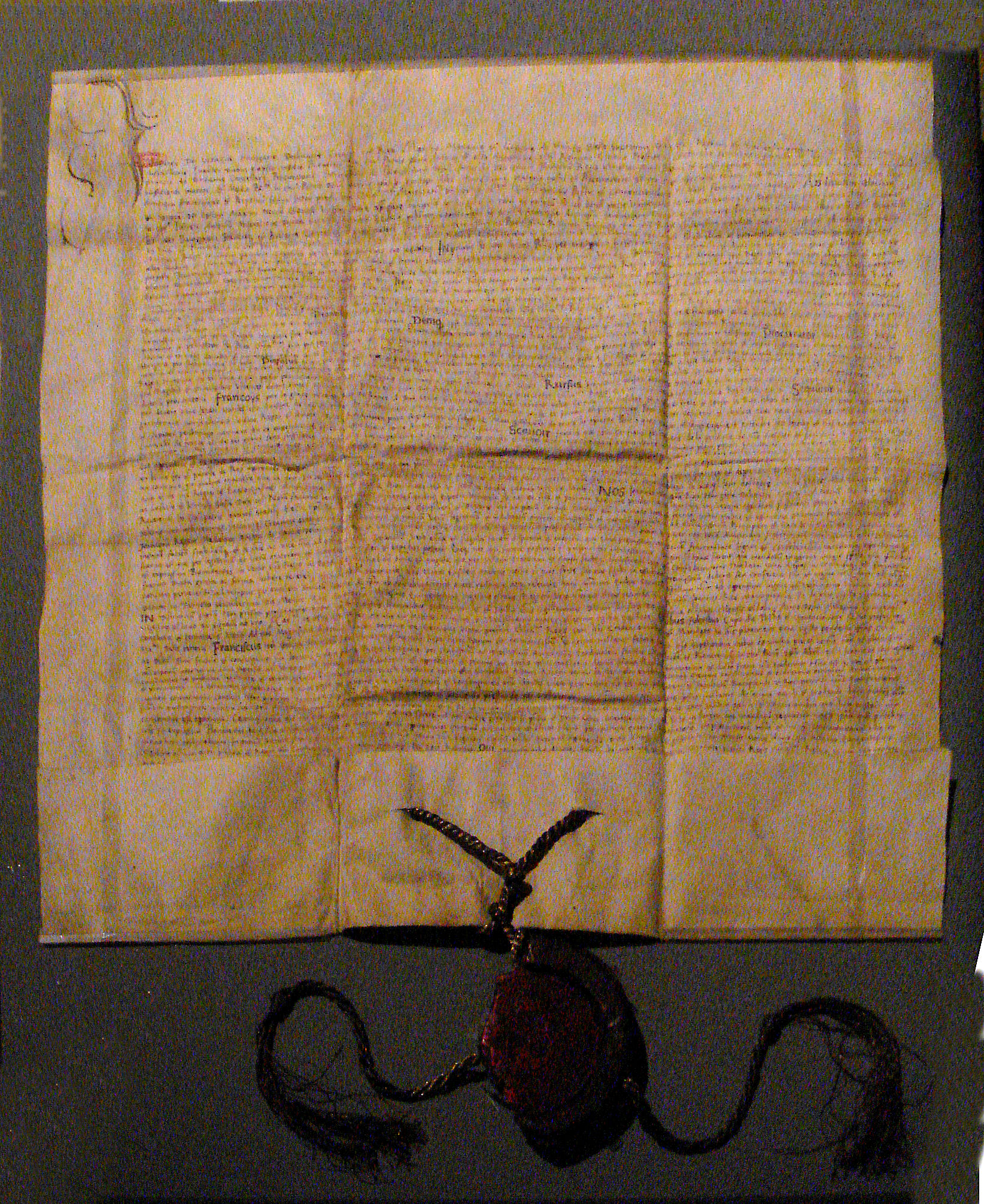
Traité d'alliance franco-hongrois, 1529.

L'Alliance franco-hongroise fut conclue en octobre 1528 entre le roi de France, François Ier, et Jean Szapolyai, roi de Hongrie.

## Contexte
La France était déjà à la recherche d'alliés en Europe centrale. Son ambassadeur, Antoine de Rincon, fut envoyé en mission en Pologne et en Hongrie entre 1522 et 1525. À cette époque, après la bataille de la Bicoque en 1522, François Ier tenta de s'allier avec le roi de Pologne Sigismond Ier.
En 1524, une alliance franco-polonaise fut signée entre François Ier et Sigismond Ier, mais l'accord fut rompu après que François ait été vaincu par Charles Quint à la bataille de Pavie en 1525.

## Alliance avec la Hongrie
À partir de 1526, François Ier recommença à chercher des alliés en Europe centrale, et tourna son attention vers la Hongrie. En 1528, Jean Ier était dans une position très difficile, car il avait été battu par Ferdinand d'Autriche, son rival au trône de Hongrie, à la bataille de Tokay en septembre 1527, et avait dû fuir la Hongrie. En plus de l'alliance française, Jean Ier choisit également de devenir vassal de l'empire ottoman en février 1528, à la suite des négociations conduites par Jérôme Laski (en). Rincon alla à Istanbul pour apporter le document. Cet événement déclencha le développement des relations entre la France et l'Empire ottoman.
Le traité fut signé en France à Fontainebleau et à Paris les 23 et 28 octobre 1528. Il fut ensuite ratifié par Jean Ier à Buda, le 1er septembre 1529. Par le traité, François Ier promettait d'aider Jean Ier financièrement et par d'autres moyens. En échange, Jean Ier consentait à poursuivre la lutte contre Ferdinand d'Autriche et à fournir des troupes hongroises à François Ier en Italie.
Dans la Petite Guerre de Hongrie, la France fut aux côtés de Jean Ier et Soliman le Magnifique contre les Habsbourg. Une unité d'artillerie française fut envoyée à la guerre en Hongrie en 1543-1544 et attachée à l'armée ottomane,,.